# Szamerunek
Szamerunek – ozdobne naszycie z taśm, galonów lub plecionek, stosowane przede wszystkim na przodach męskich lub damskich ubiorów. Składa się z równoległych pasów zakończonych pętlami i guzami, często o charakterze szmuklerskim. Na obszarach Rzeczypospolitej ten typ ozdoby znany był już od XV wieku. 

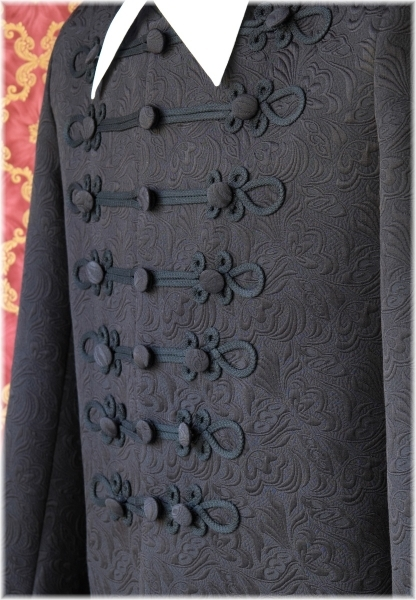
Szamerunek na ubiorze męskim
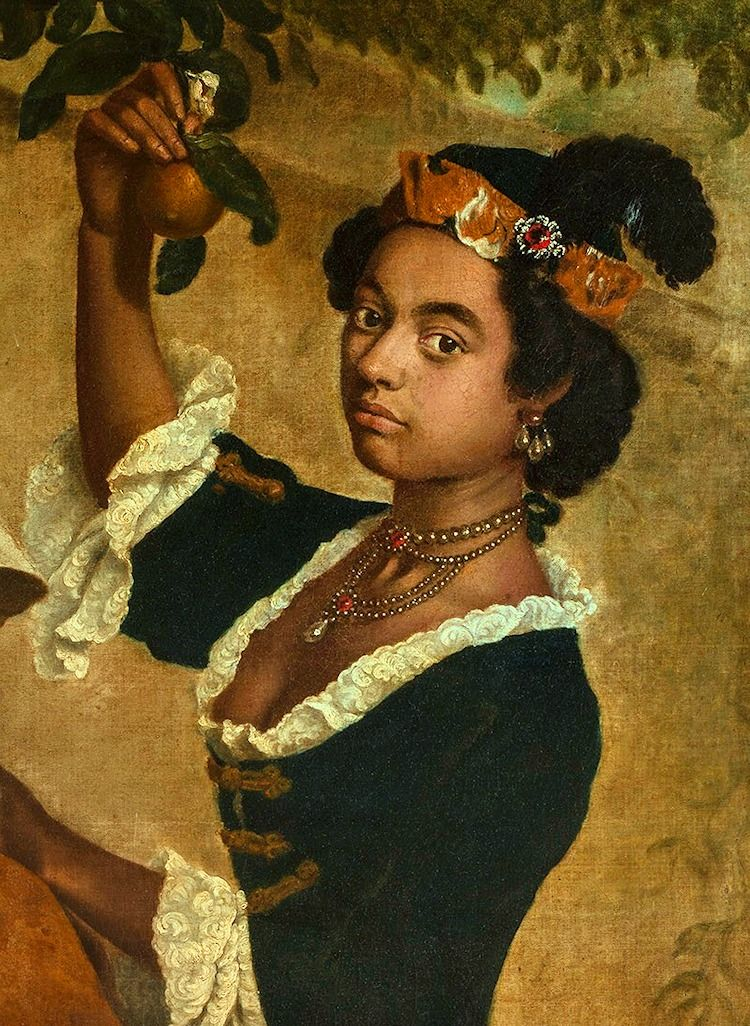
Szamerunek na sukni damskiej
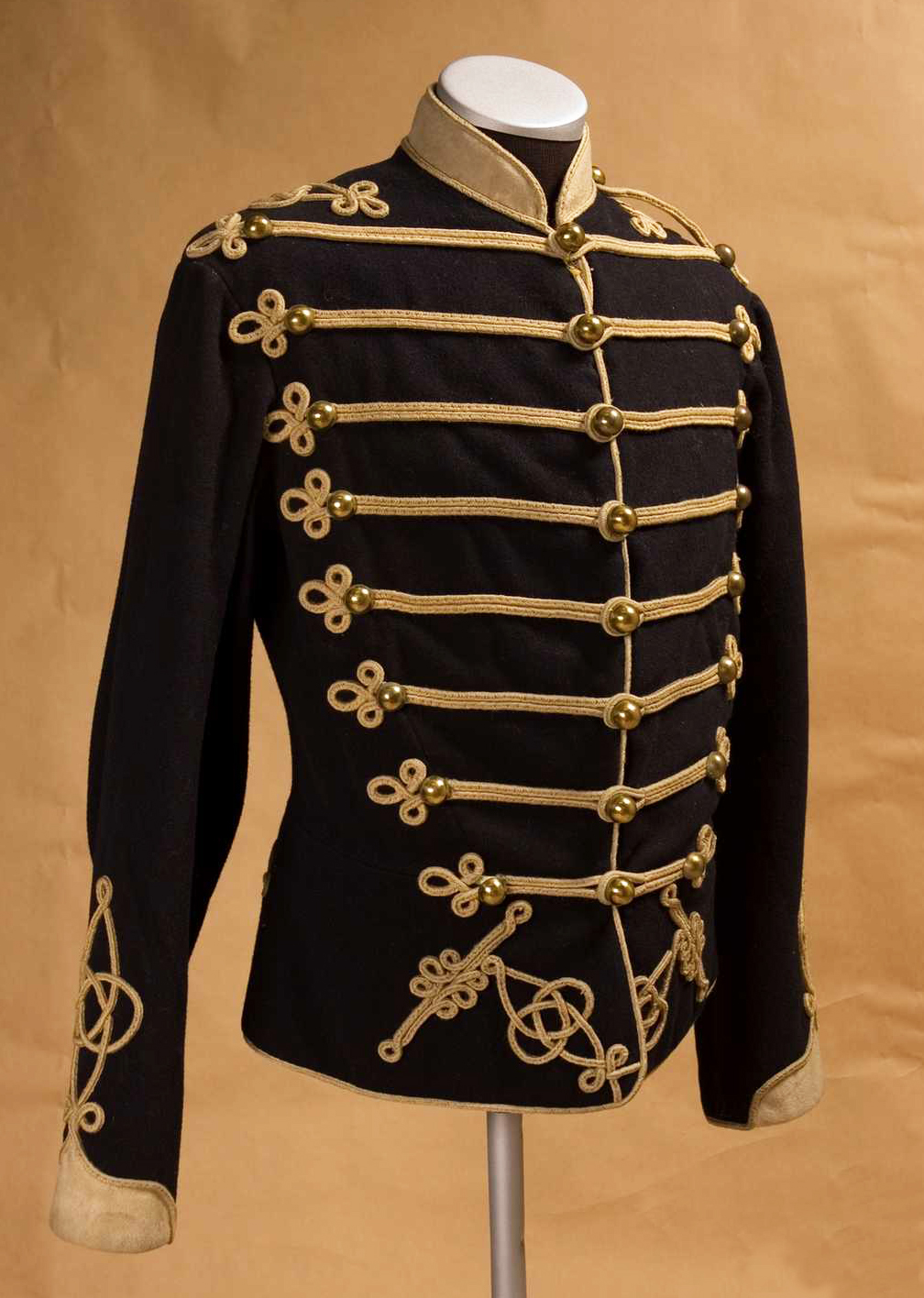
Szwedzki dolman m/1870